# Emblème du Mali

L'emblème du Mali (1 novembre 2013-aujourd'hui)

L'emblème de la république du Mali possède une forme circulaire. 
Sur un fond bleu on peut voir :
- Au centre, la mosquée de Djenné.
- Au-dessus de la mosquée, un Vautour qui est appelé "Douga" localement.
- Dans la partie inférieure, un soleil naissant.
- Devant le soleil, deux arcs opposés, avec leurs flèches.
- Dans la bordure du cercle, on peut lire dans la partie supérieure : « république du Mali », et, dans la partie inférieure, la devise officielle du pays : « Un Peuple, Un But, Une Foi ».

## Anciennes armoiries

Ancien emblème du Mali (1961-1982)
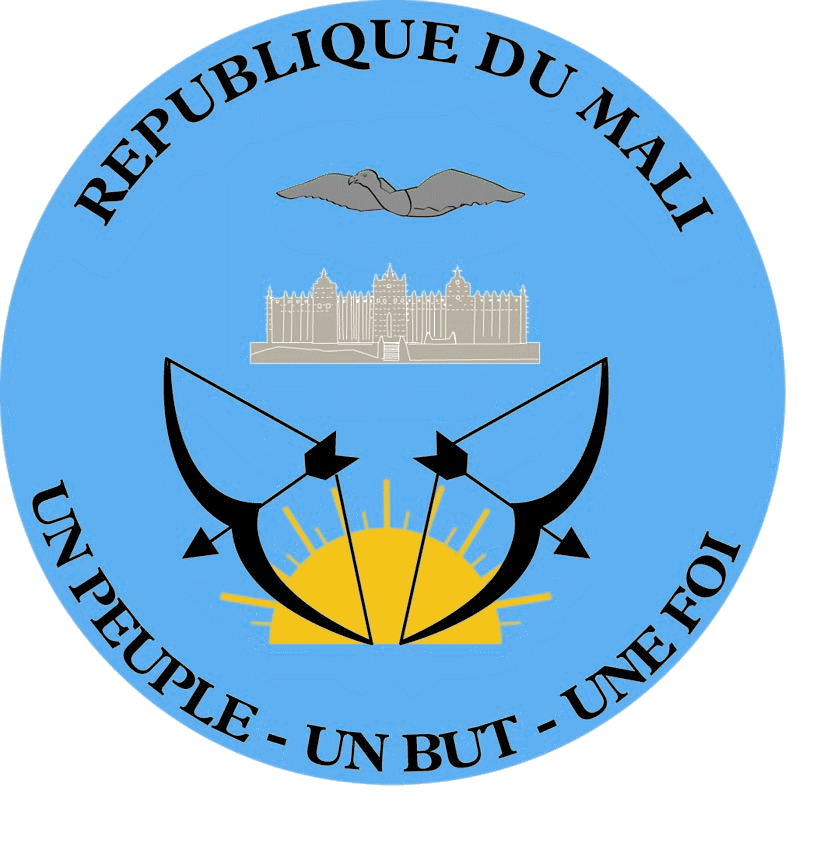
1982-2013